# Julie Page
Julie Anne Page (Manchester, 21 aprile 1983) è un'ex cestista britannica, ala-pivot di 188 cm.

## Carriera
In Serie A1 ha vestito la maglia della Pallacanestro Ribera.
Con la Gran Bretagna ha disputato i Campionati europei del 2011 e i Giochi olimpici di Londra 2012.

## Palmarès
- Coppa Germania: 1
TV 1872 Saarlouis: 2008

## Statistiche
Dati aggiornati al 31 maggio 2009.
| Stagione        | Squadra                 | Competizione    | Partite | Partite | Partite | Statistiche tiro | Statistiche tiro | Statistiche tiro | Altre statistiche | Altre statistiche | Altre statistiche | Altre statistiche | Altre statistiche |
| Stagione        | Squadra                 | Competizione    | Pres.   | Titol.  | Minuti  | Tiri da 2        | Tiri da 3        | Liberi           | Rimb.             | Assist            | Rubate            | Stopp.            | Punti             |
| --------------- | ----------------------- | --------------- | ------- | ------- | ------- | ---------------- | ---------------- | ---------------- | ----------------- | ----------------- | ----------------- | ----------------- | ----------------- |
| 2008-2009       | Banco di Sicilia Ribera | Serie A1        | 23      | 19      | 593     | 69/135           | 16/35            | 34/44            | 110               | 14                | 21                | 5                 | 220               |
| Totale carriera | Totale carriera         | Totale carriera | 23      | 19      | 593     | 69/135           | 16/35            | 34/44            | 110               | 14                | 21                | 5                 | 220               |